# Ludvig 1. af Ungarn
Ludvig 1. (ungarsk: I. Lajos; kroatisk: Ludovik I.; polsk: Ludwik I), også kendt som Ludvig den Store (ungarsk: Nagy Lajos}; kroatisk: Ludovik Veliki) og Ludvig Ungareren (polsk: Ludwik Węgierski), (5. marts 1326 – 10. september 1382) var et medlem af fyrstehuset Anjou, der var konge af Ungarn og Kroatien fra 1342 til 1382 og af Polen fra 1370 til 1382.